# Anna-Victoria Baltrusch

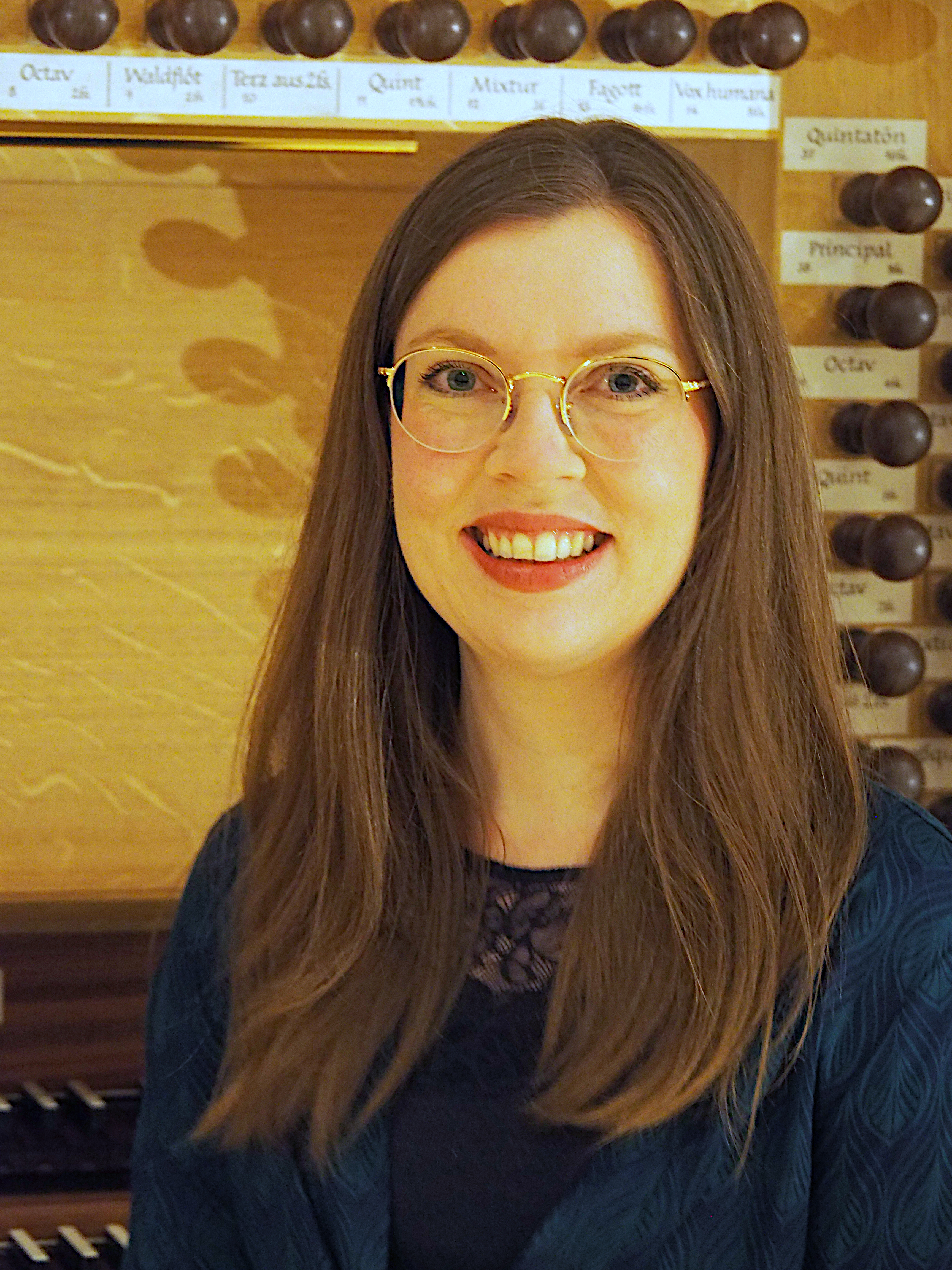
Anna-Victoria Baltrusch-Schulze

Anna-Victoria Baltrusch-Schulze (* 1989 in Berlin) ist eine deutsche Organistin und Hochschullehrerin.

## Leben und Wirken
Anna-Victoria Baltrusch-Schulze ist die Tochter des Althistorikers Ernst Baltrusch. Sie studierte an der Hochschule für Musik Freiburg Evangelische Kirchenmusik und Klavier. 2016 legte sie ihr Konzertexamen im Fach Orgel mit dem Prädikat „Mit Auszeichnung bestanden“ ab. Zu ihren prägenden Lehrern zählten Andreas Sieling, Martin Schmeding, Zsigmond Szathmáry, Frédéric Champion, Gilead Mishory, Manfred Schreier und Jan Schumacher. Von 2014 bis 2015 versah sie eine Kirchenmusikerstelle an der Evangelischen Christuskirche in Bad Krozingen. 2015 bis 2019 hatte sie einen Lehrauftrag an der Hochschule für Musik und Theater Leipzig. Von 2016 bis 2021 war sie zudem als Organistin des Neumünsters in Zürich tätig und leitete von 2017 bis 2021 den Kammerchor TonArt Zürich. 2021 wurde sie zur Professorin für Orgel an die Evangelische Hochschule für Kirchenmusik Halle berufen. Am 24. Januar 2022 wurde sie zur Titularorganistin der Konzerthalle St.-Ulrich-Kirche ernannt. Seit Wintersemester 2023/24 ist sie zudem Universitätsorganistin für die Universitätsgottesdienste der Martin-Luther-Universität Halle-Wittenberg. Sie ist als Jurorin bei Wettbewerben wie u. a. dem Internationalen Orgelwettbewerb der Bach-Gesellschaft Wiesbaden, der Northern Ireland International Organ Competition (NIIOC) sowie dem Deutschen Musikwettbewerb tätig, gibt Meisterkurse und konzertiert im In- und Ausland. 

## Preise
- 2009: Internationaler Orgelwettbewerb der Bach-Gesellschaft Wiesbaden
- 2010: Stipendium des Deutschen Musikwettbewerb verbunden mit der Aufnahme in die 55. Bundesauswahl Konzerte Junger Künstler
- 2011: Internationaler Musikwettbewerb der ARD (2. Preis)
- 2013: August-Gottfried-Ritter Orgelwettbewerb Magdeburg (1. Preis)
- 2013: International Organ Competition St. Albans (2. Preis)
- 2015: Internationaler Bach-Liszt Orgelwettbewerb Erfurt-Weimar (2. Preis)[5]

## Einspielungen
- Romance mit Matthias Arter, Oboe; Pre-Art Music 2018
- Liszt - The Friend and Paragon; Audite 2022
- Liszt - The Organ Composer; Audite 2022

### Tondokumente bei YouTube
- Videotrailer zu Liszt - The Friend and Paragon
- Videotrailer zu Liszt - The Organ Composer
- Gustav Adolf Merkel: Weihnachtspastorale op. 56
- Johannes Brahms: Herzliebster Jesu op. 122
- Melchior Schildt: Pavana Lachrymae
- Maurice Duruflé: Prélude, Adagio et Choral varié sur le Veni Creator op. 4 (Auszug)